# Thuận Nam (thị trấn)
Thuận Nam là thị trấn huyện lỵ của huyện Hàm Thuận Nam, tỉnh Bình Thuận, Việt Nam.

## Địa lý
Thị trấn Thuận Nam có vị trí địa lý:
- Phía đông giáp xã Hàm Minh
- Phía tây và phía bắc giáp xã Tân Lập
- Phía nam giáp xã Tân Thuận.

Thị trấn Thuận Nam có diện tích 28,73 km², dân số năm 2016 là 13.382 người, mật độ dân số đạt 466 người/km².

## Lịch sử
Ngày 15 tháng 6 năm 1999, Chính phủ ban hành Nghị định 37/1999/NĐ-CP. Theo đó, thành lập thị trấn Thuận Nam trên cơ sở điều chỉnh 2.870,3 ha diện tích tự nhiên và 10.936 nhân khẩu của xã Tân Lập.